# Poboleda
Poboleda est une commune de la province de Tarragone, en Catalogne, en Espagne, de la comarque de Priorat.

## Histoire
En 1218, les chartreux de Scala Dei perçoivent les dîmes dans le village.
Le 27 janvier 1627, le duc de Cardona vend aux chartreux, la seigneurie qu'ils possèdent dans le village. Les chartreux deviennent les seigneurs de tous les villages du centre de l'actuelle comarque (canton) de Priorat, zone correspondant approximativement à l'actuelle appellation vinicole DOC Priorat, et où ils ont droit de justice.
À la périphérie du village et à côté de la rivière se trouve le Moulin des Frères, du XVIIIe siècle qui appartenait à la chartreuse de Scala Dei.